# Dimitrana Ivanova
Dimitrana Ivanova, prenom Petrova (1 de febrer de 1881 – 29 de maig de 1960), fou una reformista educativa, sufragista i activista dels drets de les dones. Presidí la Unió de Dones Búlgares de 1926 a 1944.

## Educació
Filla d'un comerciant de Russe, l'educaren en el col·legi i institut locals per a xiques. A Bulgària, les dones podien escoltar conferències a la Universitat de Sofia des de 1896, però no en pogueren ser alumnes fins a 1901, i fins i tot llavors era difícil, quan els instituts per a xiques oferien només sis dels set graus secundaris requerits per a l'entrada a la universitat. Dimitrana Ivanova fou rebutjada per estudiar Dret a Sofia, però fou la primera dona que estudià Educació i Filosofia a la Universitat de Zúric. Quan torna a Bulgària al 1900, la contracten com a professora, pràcticament l'única professió oberta a les dones llavors (malgrat que fins al 1904 estava prohibida a les dones casades). El 1914 es casa amb el professor Donchu Ivanov, però continuà la seua vida professional. El 1921 sol·licita estudiar a la Facultat de Dret de la Universitat de Sofia, i en acabant l'any li ho permeteren: s'hi graduà al 1927.

## Sufragi femení
El 1926, succeí Iulia Malinova com a presidenta de la Unió de Dones Búlgares, fundada el 1901. De 1935 a 1940 fou membre de la junta directiva de l'Aliança Internacional de Dones. Era una coneguda figura polèmica en els debats públics i la solien caricaturitzar a la premsa. Com a presidenta, tingué dos afers importants: el permís per a les dones per exercir Dret, cosa que es veia com una qüestió simbòlica important com a dret de les dones per a entrar en altres professions de la mateixa classe; i el dret al sufragi. Les dones búlgares assoliren un dret condicional per votar el 1937, però no podien presentar-se a les eleccions si eren vídues, casades o divorciades.
Ivanova fou arrestada després de l'ascens comunista al poder, a Bulgària, al 1944, quan totes les organitzacions cíviques "burgeses" foren abolides. Fou alliberada per la intervenció d'un dels seus contactes en el moviment comunista el 1945.